# ホアイアン県
ホアイアン県（ホアイアンけん、ベトナム語：Huyện Hoài Ân / 縣懷恩?）は、ベトナム社会主義共和国ビンディン省の県である。